# Ренесансна архітектура Львова

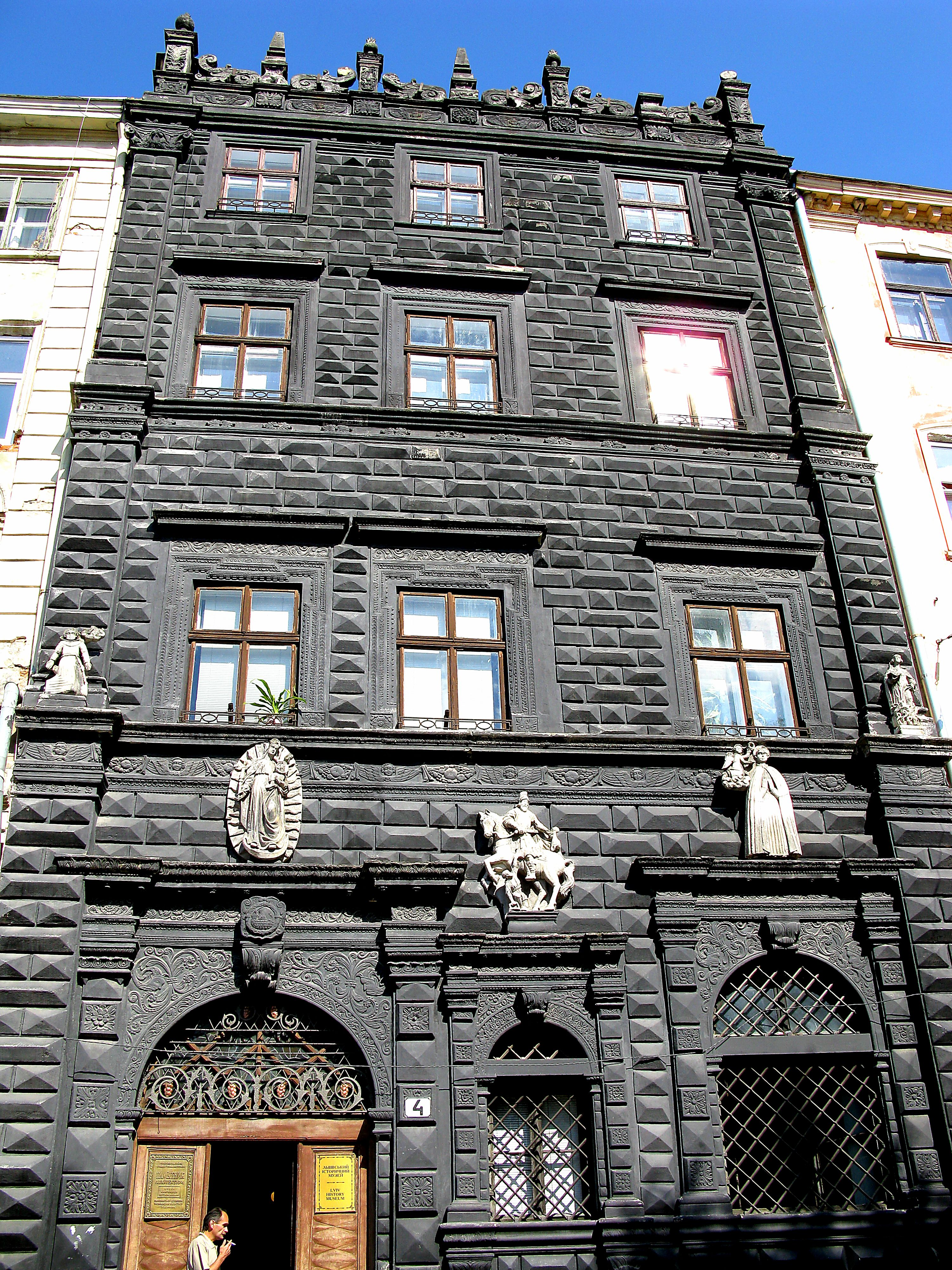
Чорна кам'яниця

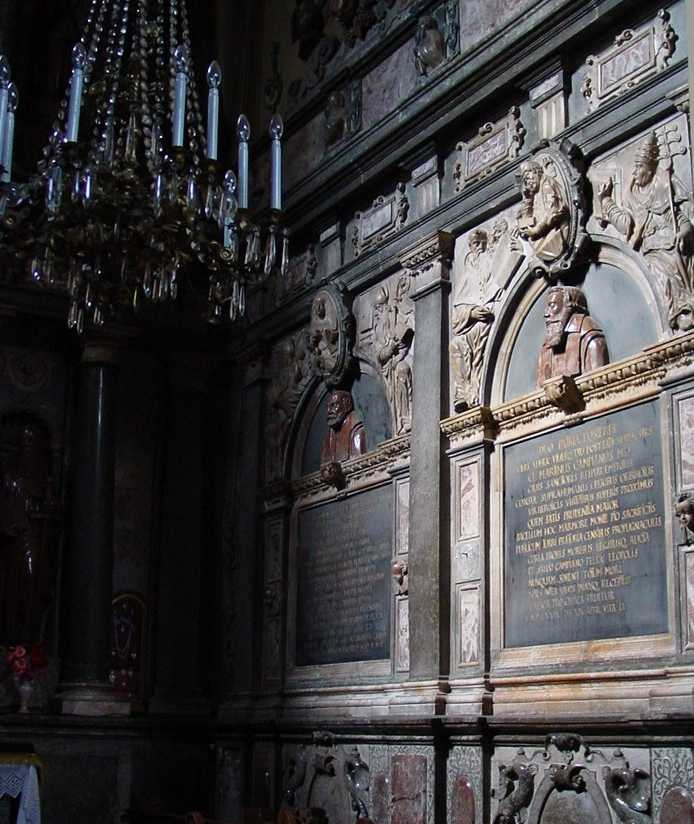
Декор каплиці Кампіан

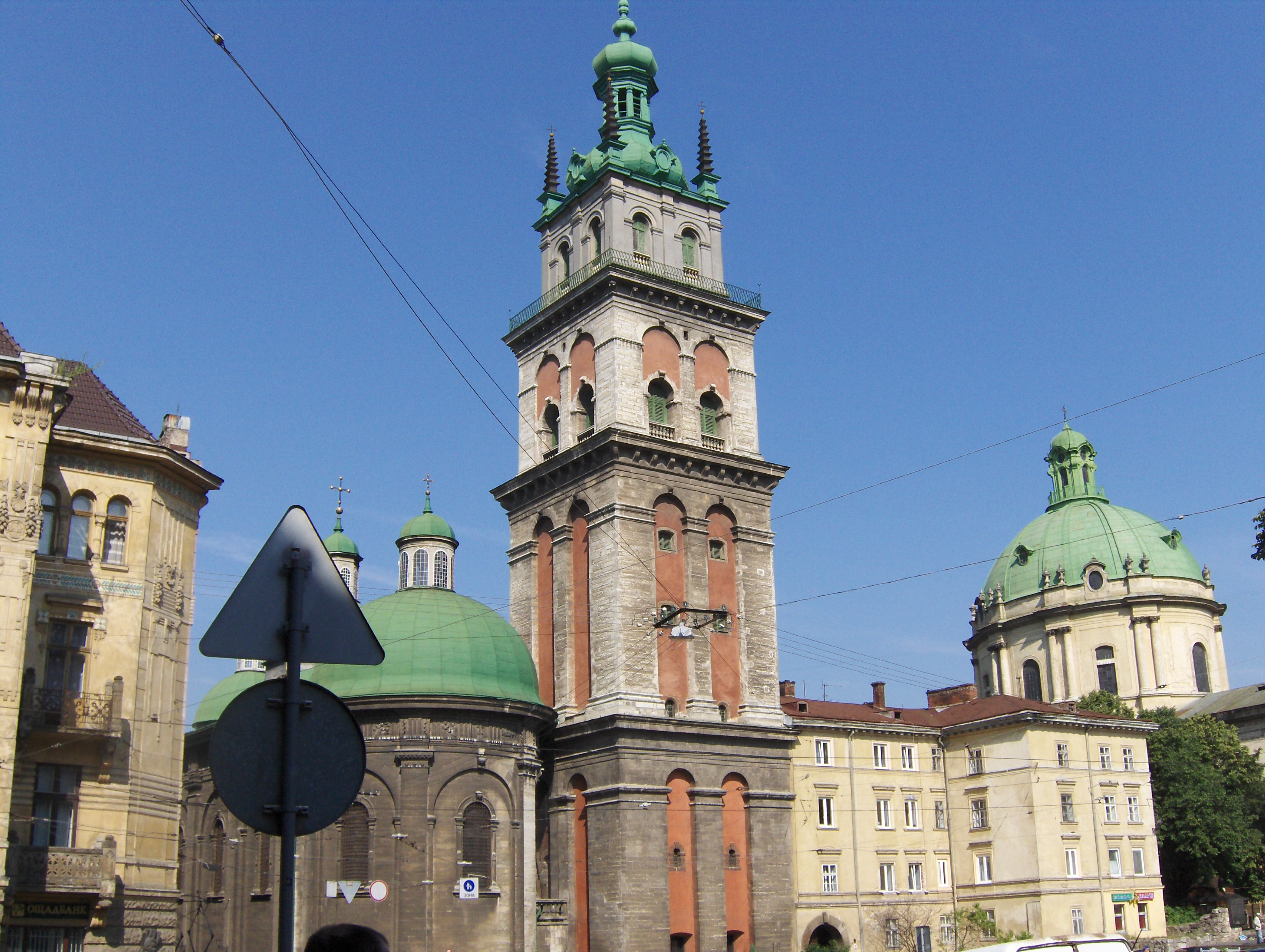
Успенська церква і вежа Корнякта

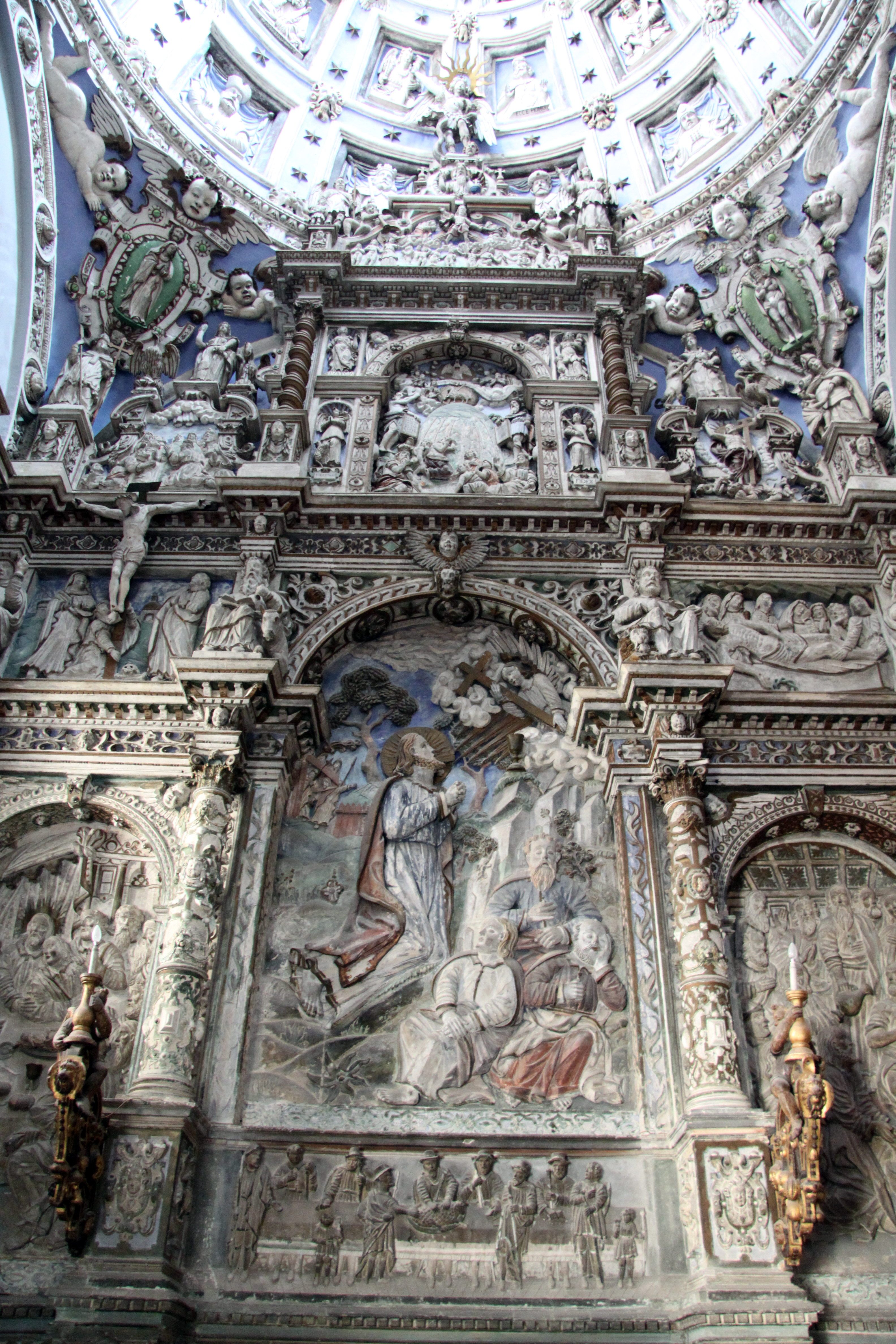
Вівтар каплиці Боїмів

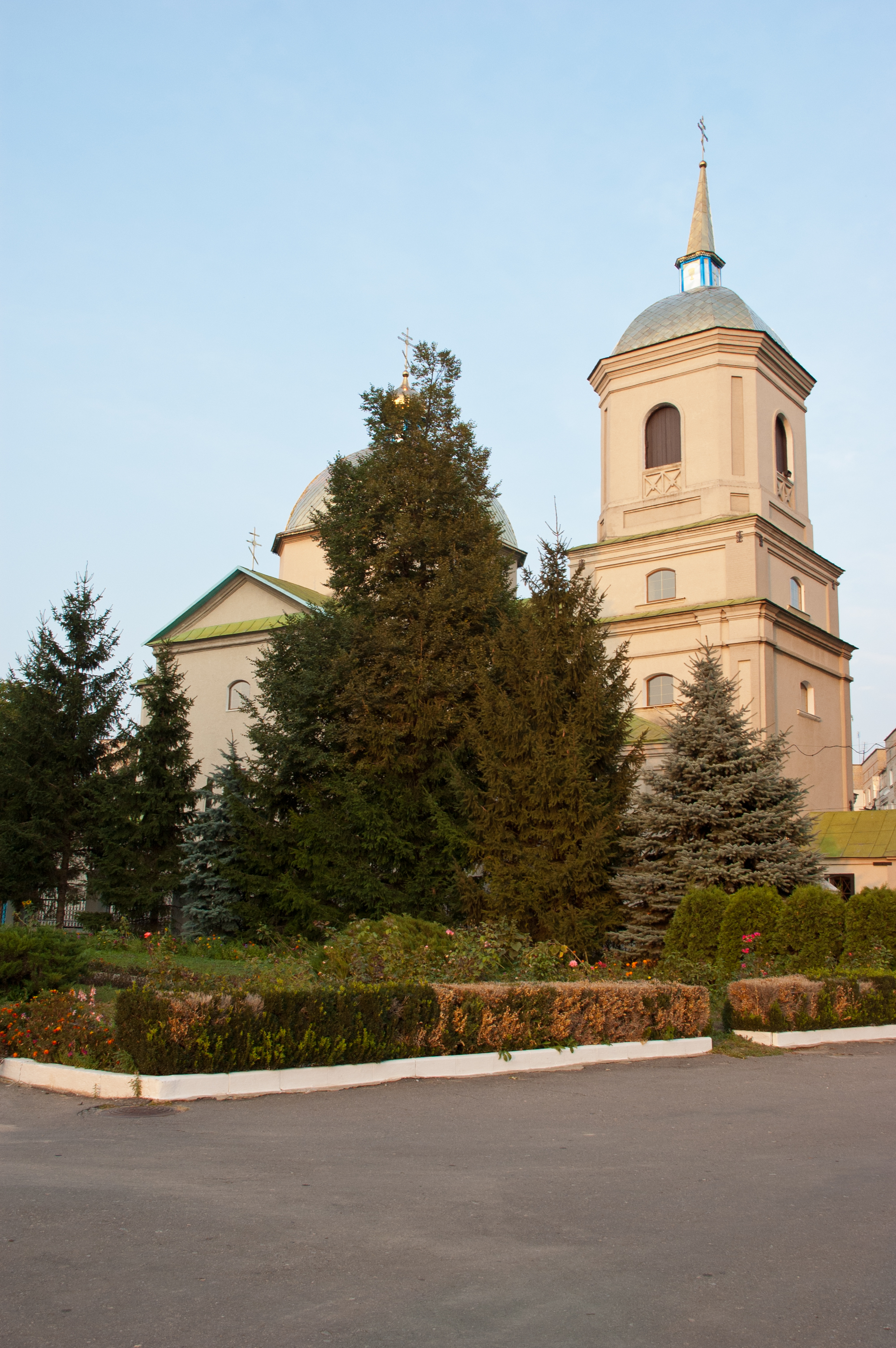
Ренесансна будівля успенської церкви. Зображення XVI ст.

Ренесансна архітектура Львова була започаткована у першій половині XVI ст. незабаром після початку поширення цього стилю на теренах Корони. Одночасно у резиденції львівських архієпископів Григорій Сяноцький заклав перший на теренах Корони, Руського воєводства гуманістичний гурток, звідки поширювались ідеї Відродження. Тут проживав італійський гуманіст Марино Кондульмеро, а також Філіп Буонакорсі Калімах (лат. Philippus Callimachus Experiens), який згодом став вчителем дітей короля Казимира IV Ягайловича. На сьогодні комплекс ренесансних будівель Середмістя Львова є унікальним явищем не лише української архітектури, але й європейської. Стан їхнього збереження значною мірою сприяв занесенню Середмістя до списку Світової спадщини ЮНЕСКО.

### Світська забудова
Кардинальній перебудові міста сприяла Велика пожежа 1527 року, що знищила готичну забудову. Поширення ренесансного цивільного будівництва розпочалось з прибуття до міста архітектора Петра Італійця, який походив з міста Луґано у Північній Ломбардії. Він вимурував першу задокументовану ренесансну Миколаєвичівську кам'яницю (вул. Вірменська 20), портал якої дійшов до нашого часу. До 1585 громадянами міста стало 8 архітекторів, що походили з італомовних кантонів Швейцарії, Риму, Венеції. Архітекторами цього напрямку були Павло Щасливий, Петро Барбон , Павло Римлянин, Амвросій Прихильний, Адам Покора, Ян Покорович, Войцех Капінос, Войцех Капінос (молодший), Рох Шафранець, Андреас Бемер. Вони зводили ренесансні будівлі міста наприкінці XVI ст. — першій половині XVII ст. Зведення будівель у стилі пізнього ренесансу, маньєризму велось одночасно з появою перших барокових будівель. Також львівські архітектори займались будівництвом у містах Галичини, Волині. Зокрема вони спричинились до появи ансамблю ренесансного ідеального міста Жовкви. На початку XVII ст. на заміну архітекторам-італійцям прийшли німецькомовні будівничі, скульптори з Сілезії, Пруссії, які принесли елементи північного ренесансу, Маньєризму — Андреас Бемер, Бернард Дікембош, Ян Бяли, Герман ван Гутте, Генріх Горст, Ян Заремба, Йоган Пфістер.
На початку XVII ст. було остаточно сформовано забудову площі Ринок, коли ренесансні будівлі звели на фундаментах, мурах готичних кам'яниць. Значна частина цих кам'яниць дійшла до нашого часу у перебудованому вигляді. Навколо ринкової площі лише декілька кам'яниць зберегли переважно кам'яне обрамлення вікон, дверей на вулицях Руській, Сербській, Староєврейській, Федорова, Л. Українки, Вірменській. У більшості будівель збереглось тритрактове планування тривіконних кам'яниць та забудова парцель з чільної будівлі по фасаду і флігеля у глибині. За перлини архітектури вважають ренесансні кам'яниці Чорну, Корнякта, Бандінеллі, Венеційську, Шольц-Вольфовичів, Гепнерівську.

### Сакральна забудова
У місті збережено значну кількість сакральних ренесансних будівель, чия кількість перевищує аналогічні споруди на теренах України. Петро Італієць також започаткував ренесансне сакральне будівництво, звівши третю будівлю Успенської церкви (1547—1559) — першої на теренах України. Після неї було зведено монастир бенедиктинок, монастир кларисок, вівтарну частину костелу домініканок, вірменську Церкву Св. Хреста, шпиталь святого Лазаря, каплицю Кампіанів, каплицю Боїмів, каплицю Трьох Святителів, синагогу «Золота Роза». Наприкінці епохи ренесансного будівництва у місті було зведено дві споруди, що не мають аналогів в Україні — четверту будівлю Успенської церкви з вежею Корнякта і монастир бернардинців. При пізніших перебудовах з храмів було усунено більшість ренесансних вівтарів, елементів декору. На сьогодні фрагменти ренесансного декору можна побачити у каплиць Кампіан, Боїмів Латинського собору, декількох вцілілих вівтарях.

### Військова забудова
У Львові ще з 1520-х років розпочали реалізувати ренесансні принципи мілітарної архітектури, що були втілені бастеях зовнішньої лінії оборони на міському валі, фортифікаціях підміських монастирів бернардинців, бенедиктинок, кармелітів босих. Після пожежі 1565 було відбудовано у ренесансному стилі Низький замок. З численних фортифікацій до нашого часу дійшли перебудовані будівлі Міського арсеналу, Порохової вежі.

## Світлини

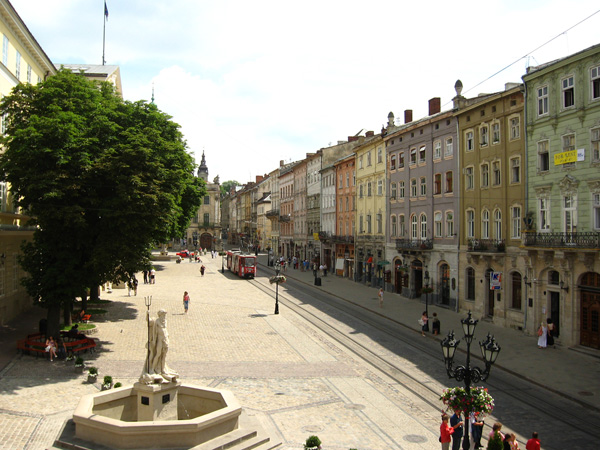
Площа Ринок
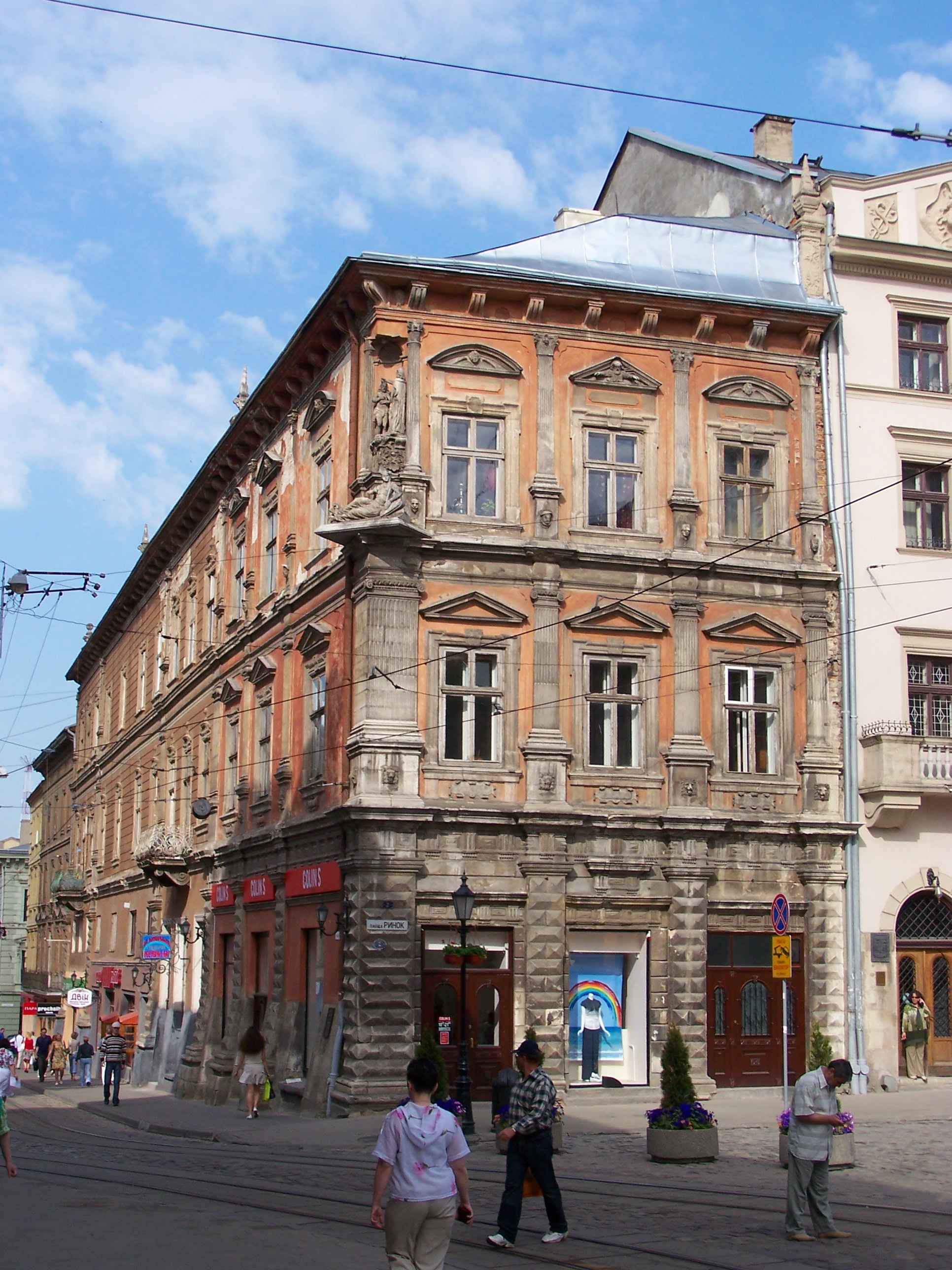
Кам'яниця Шольц-Вольфовичів
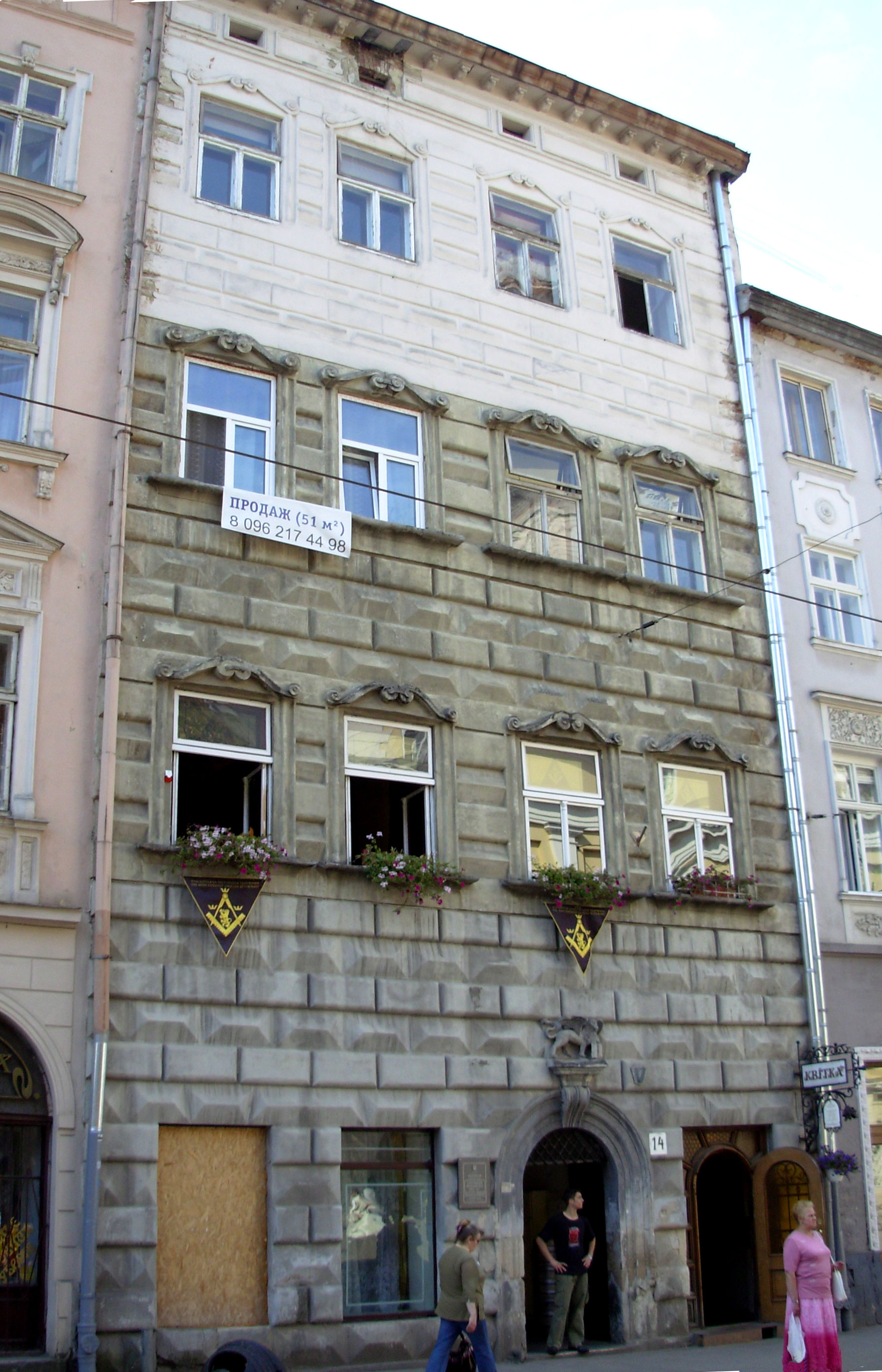
Кам'яниця Венеційська
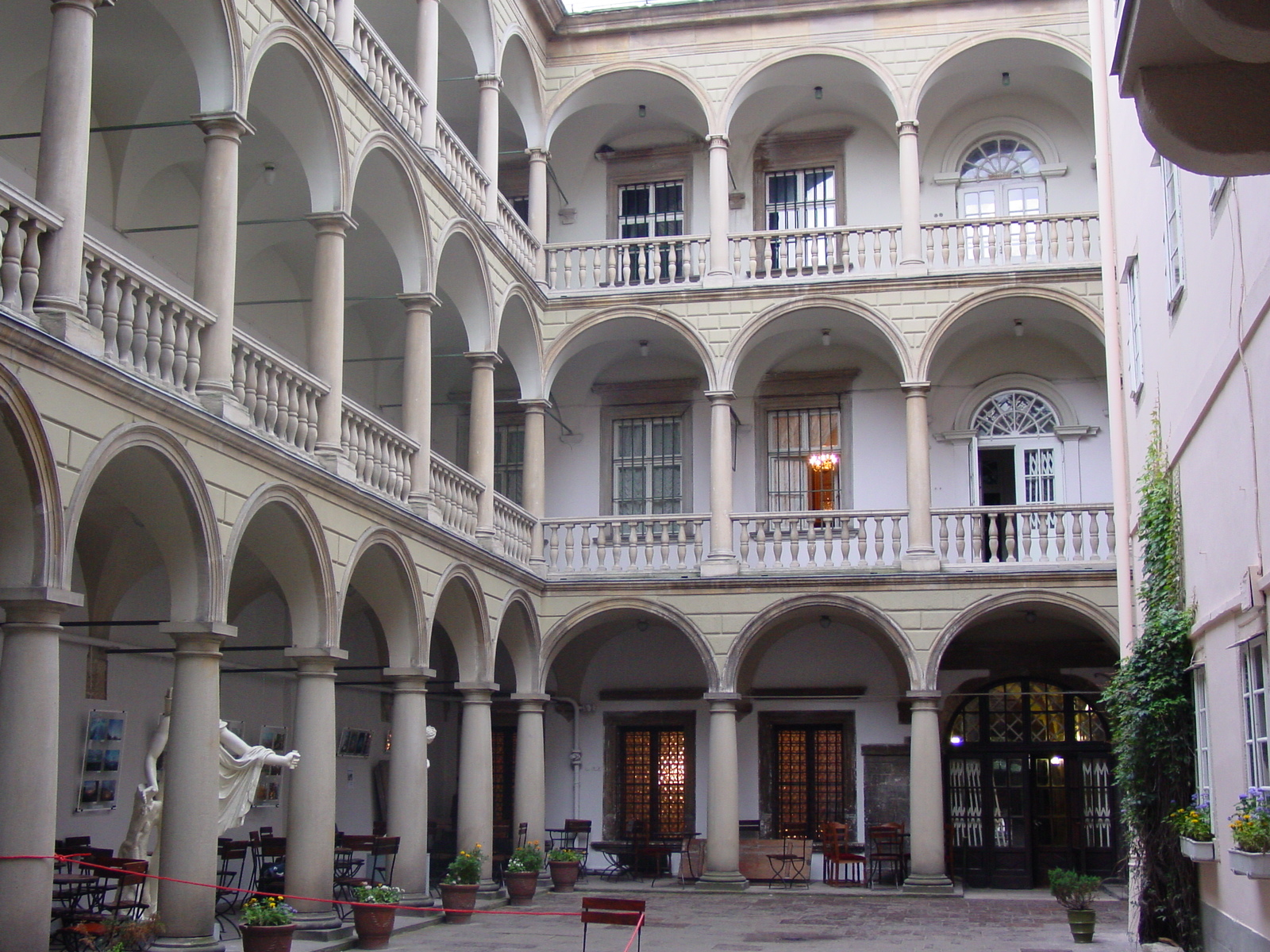
Палац Корнякта. Італійський дворик
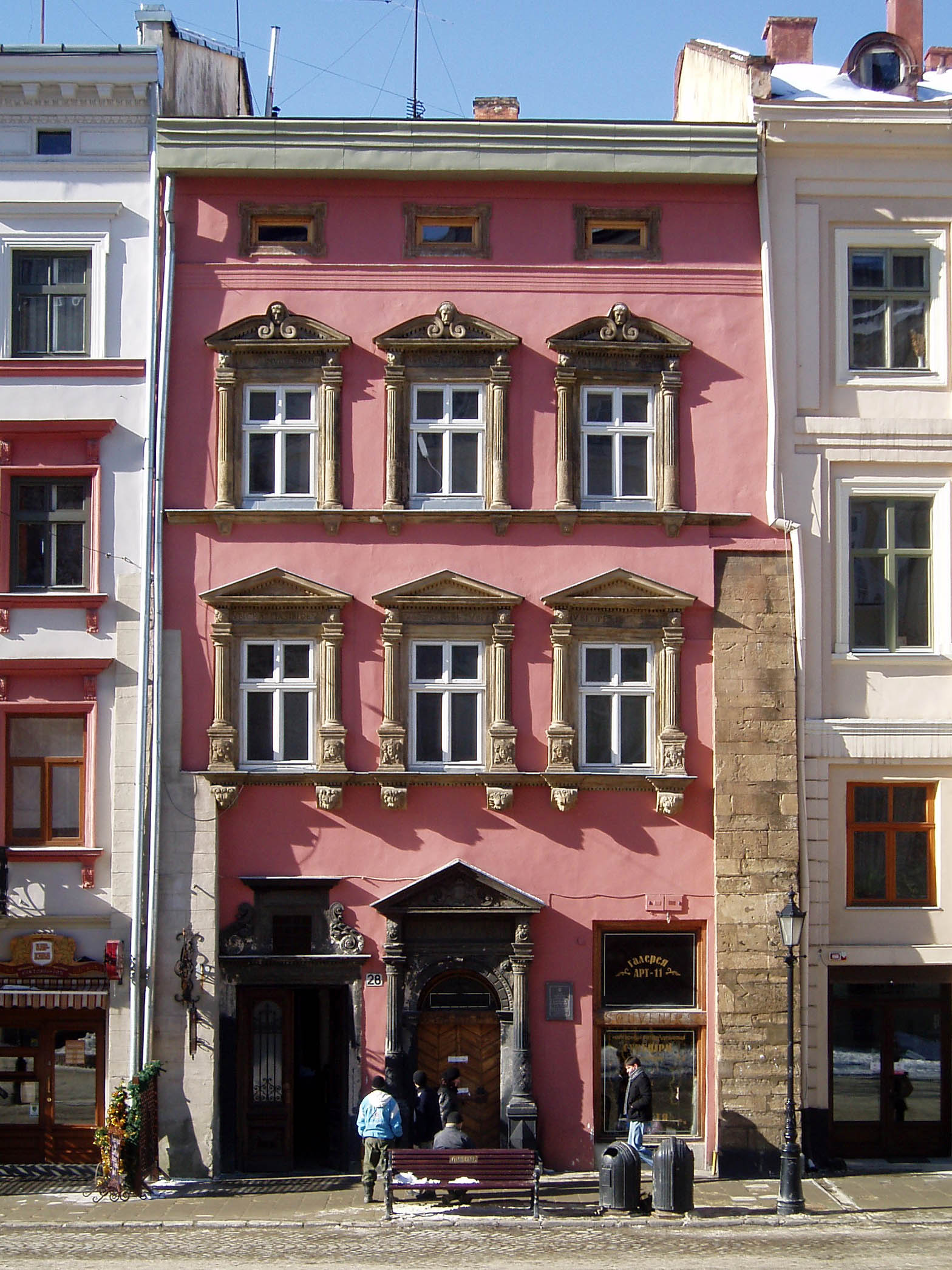
Кам'яниця Гепнерівська
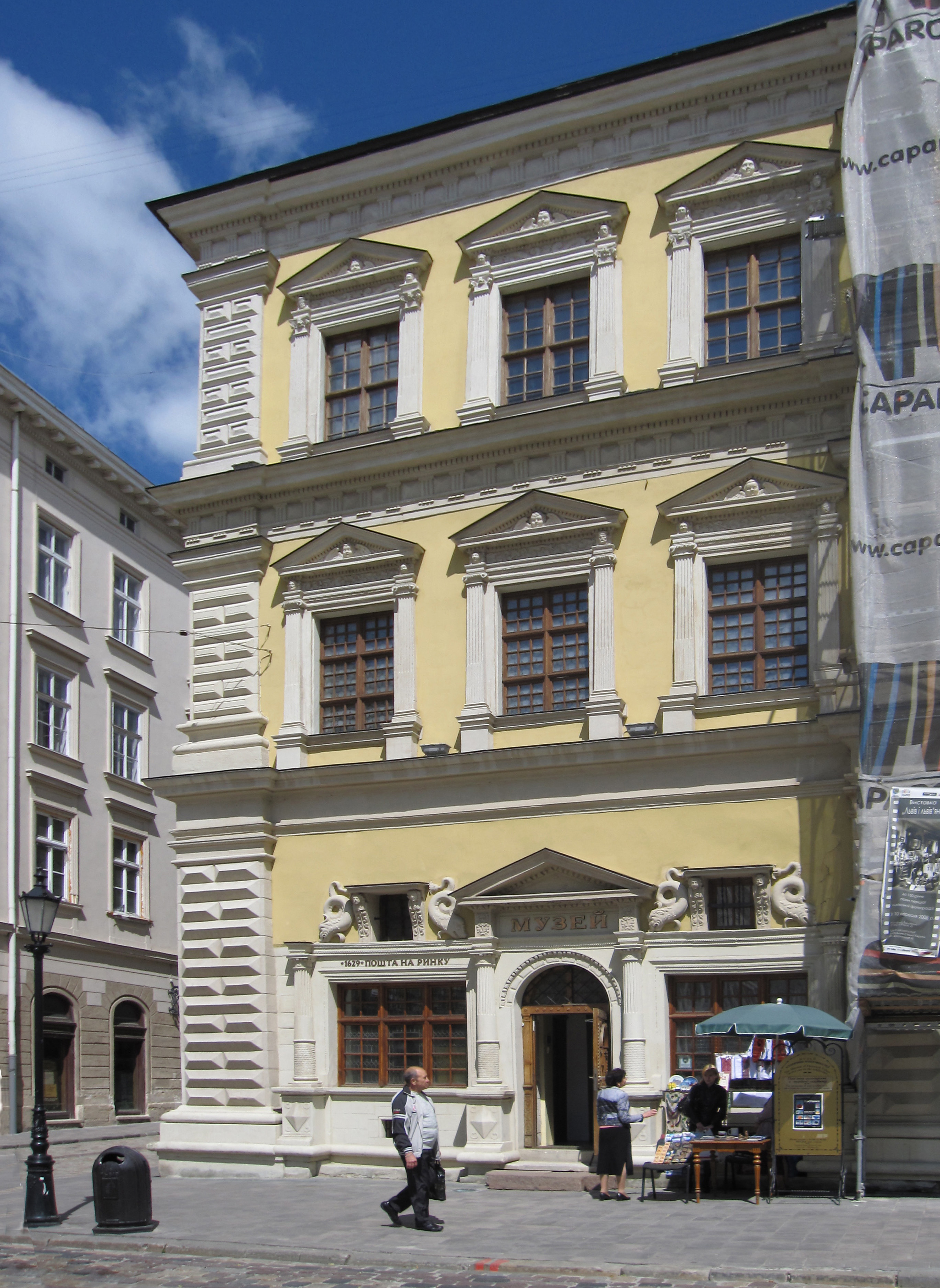
Кам'яниця Бандінеллі
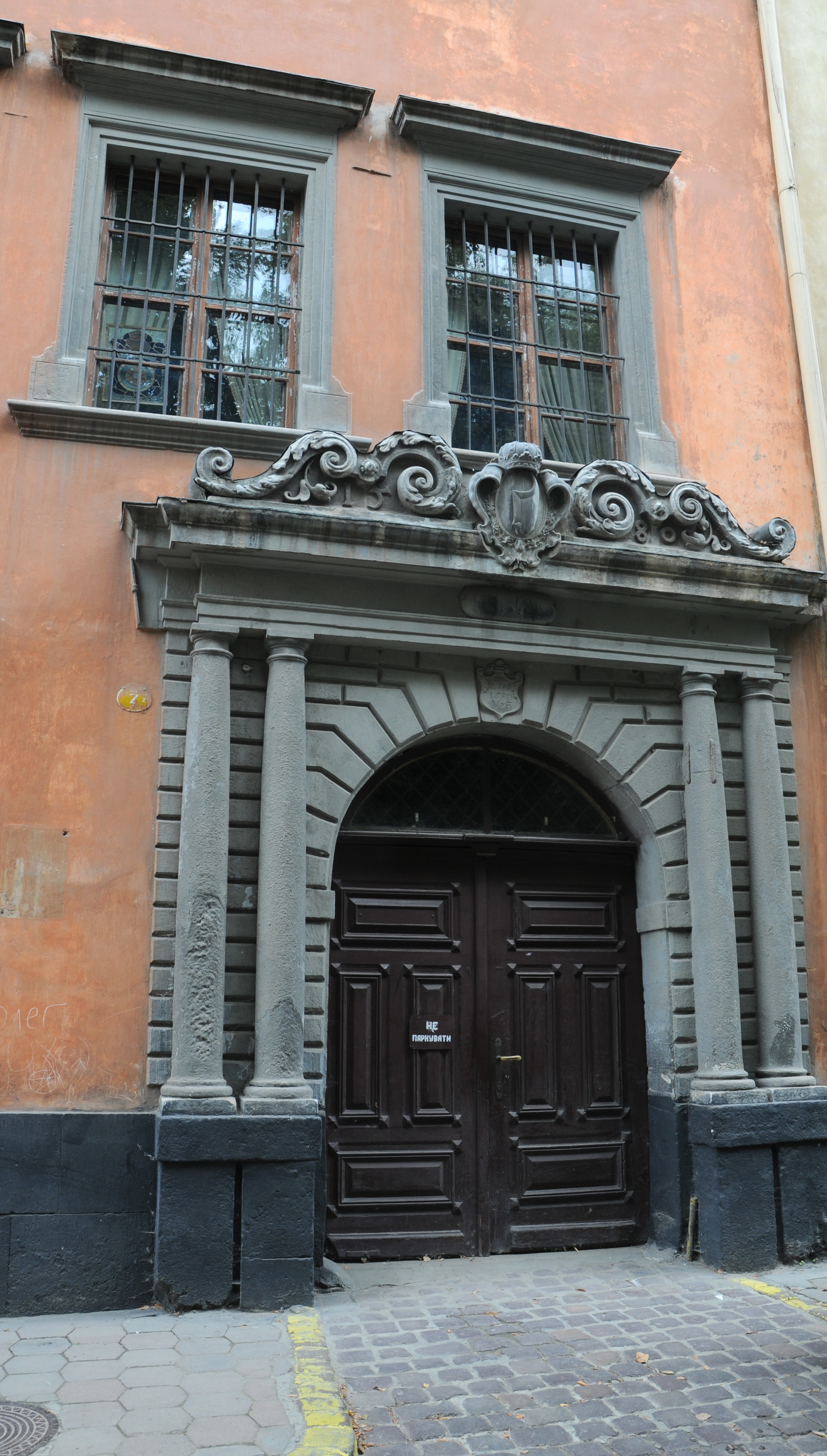
Портал на вулиці Федорова
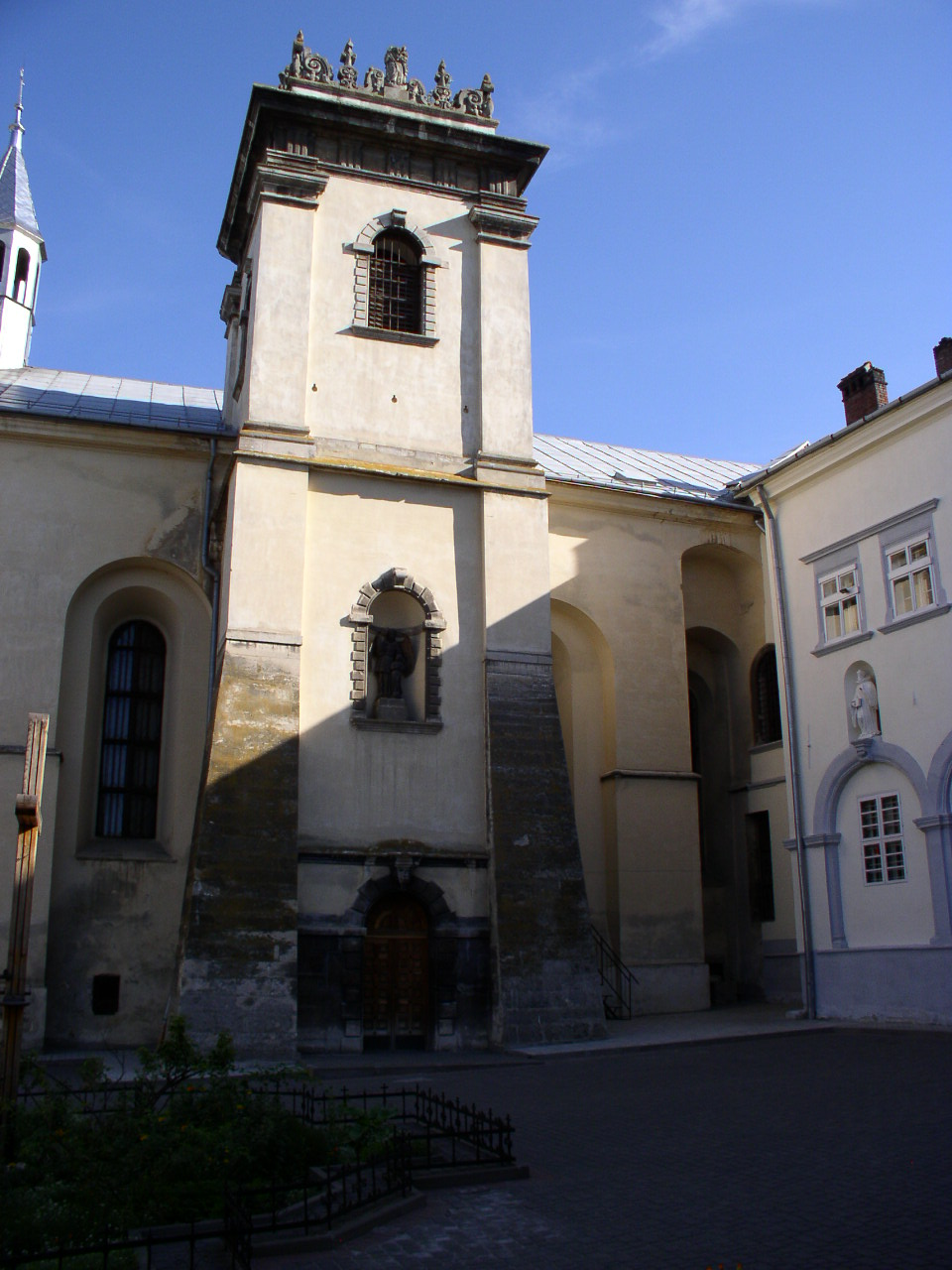
Костел бенедиктинок
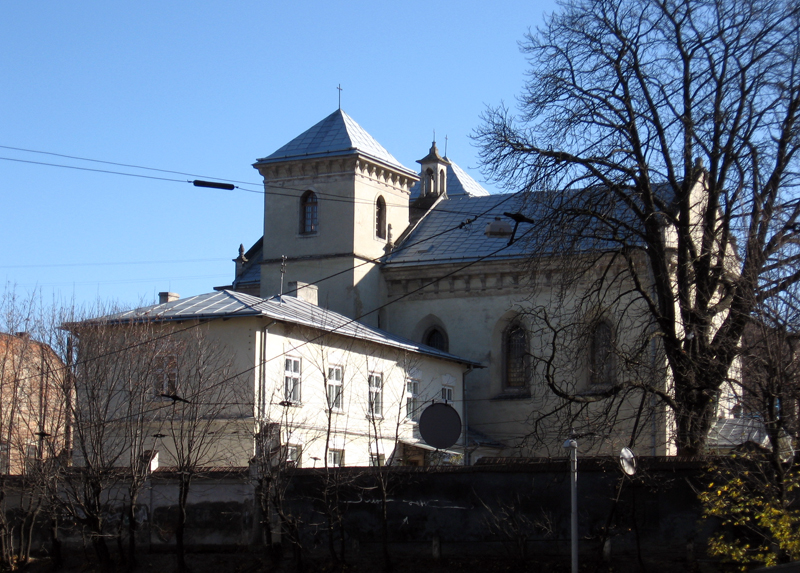
Шпиталь св. Лазаря
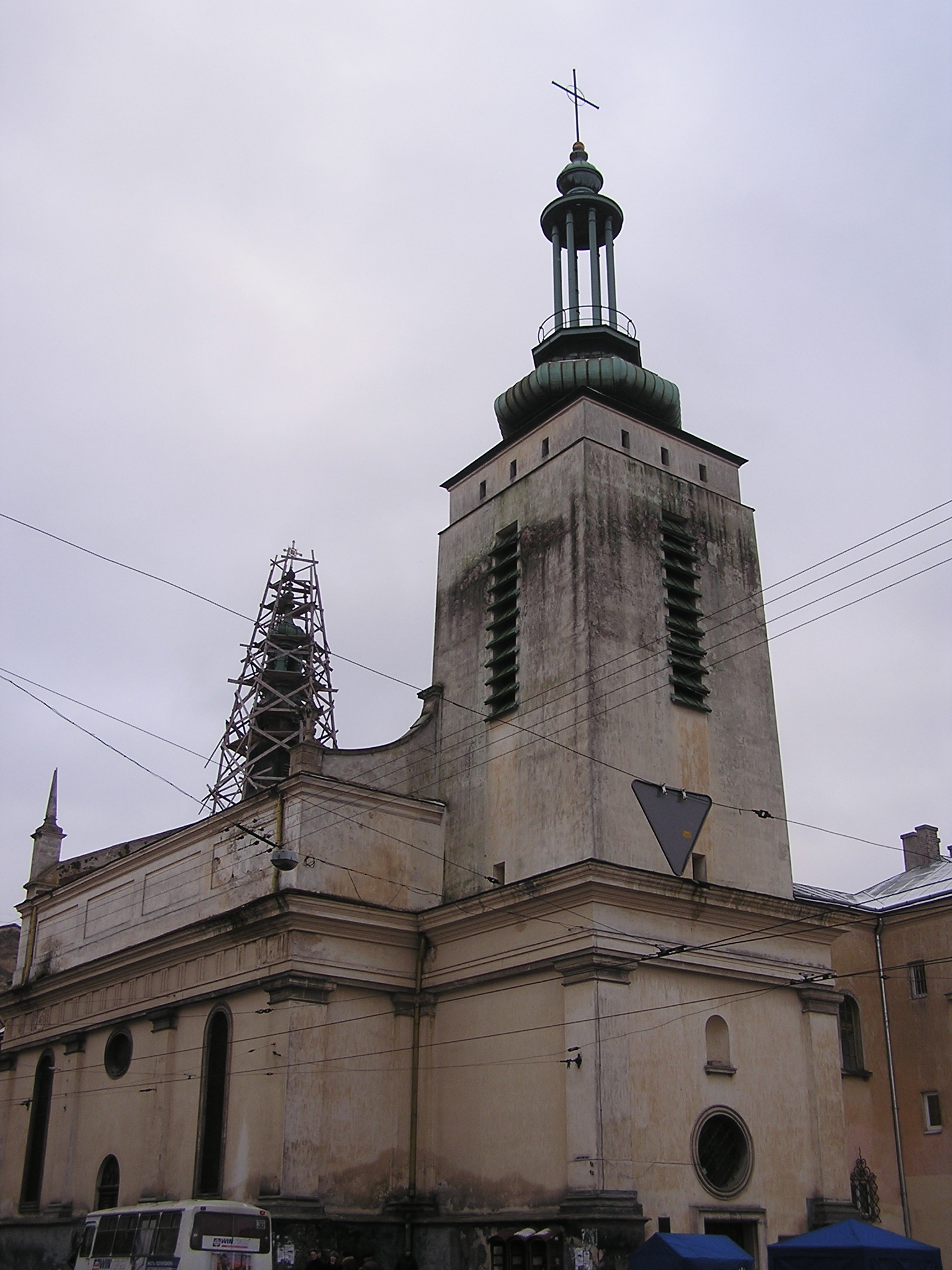
Монастир кларисок
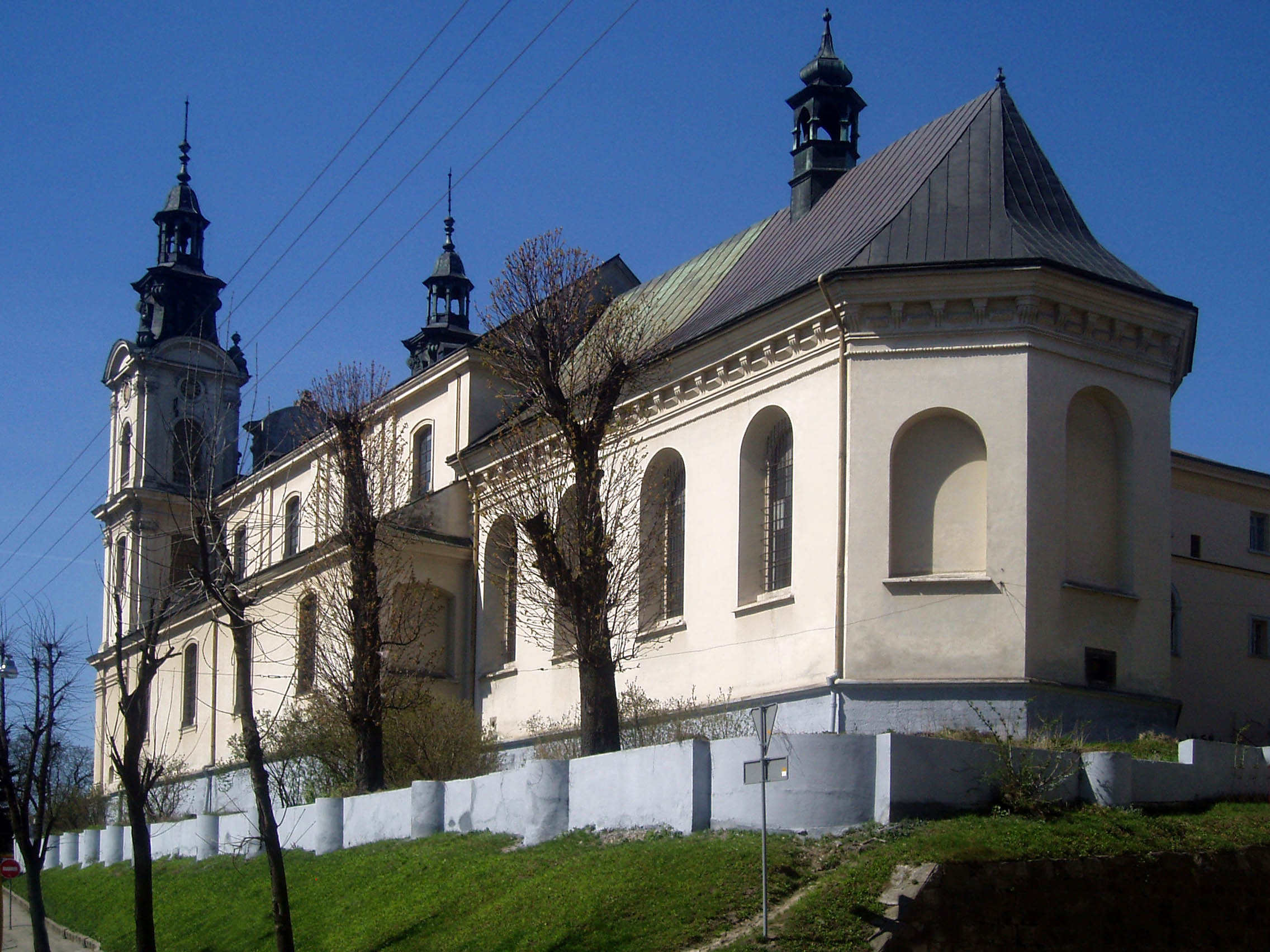
Вівтарна частина костелу Марії Магдалини
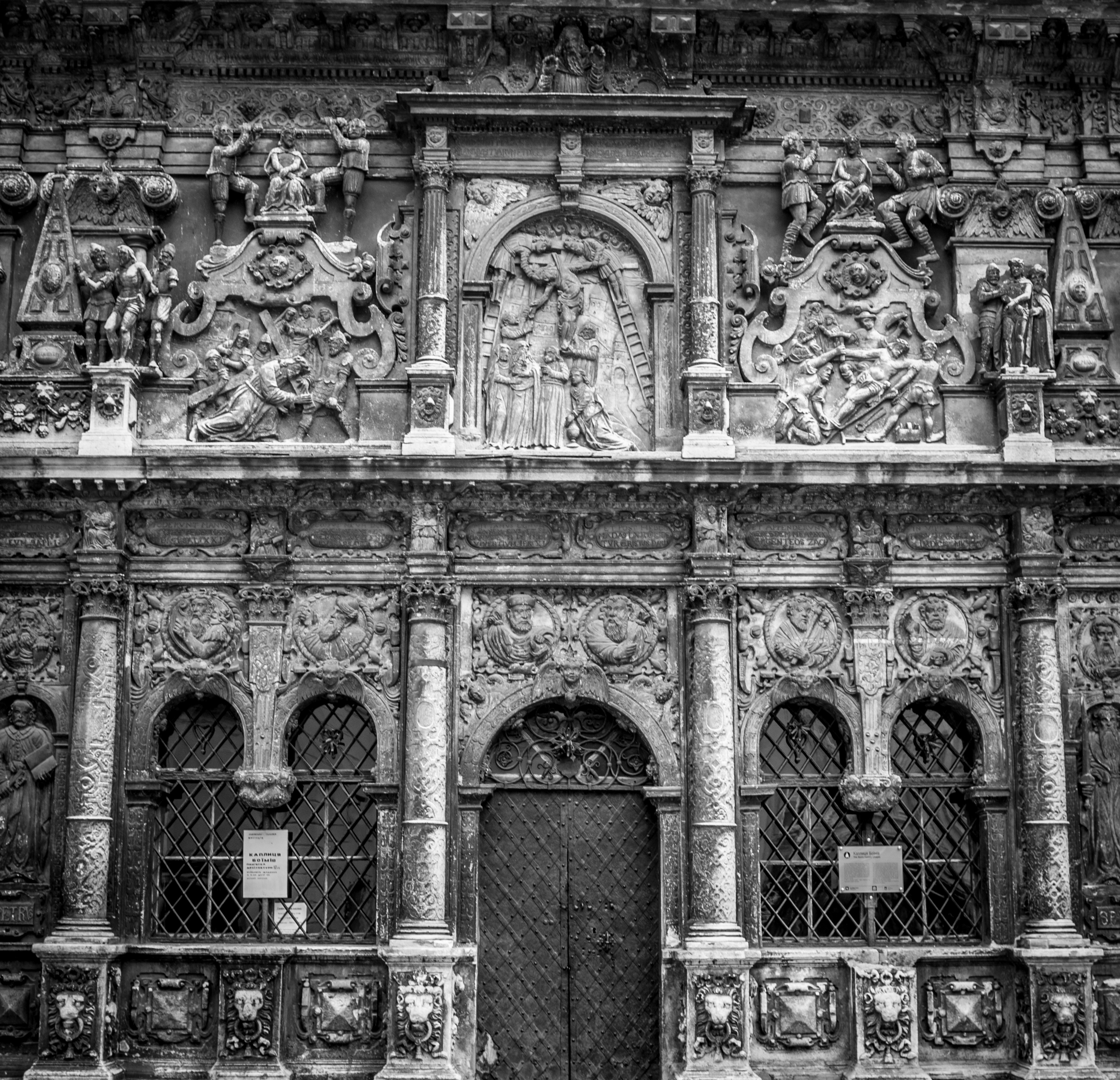
Декор фасаду каплиці Боїмів
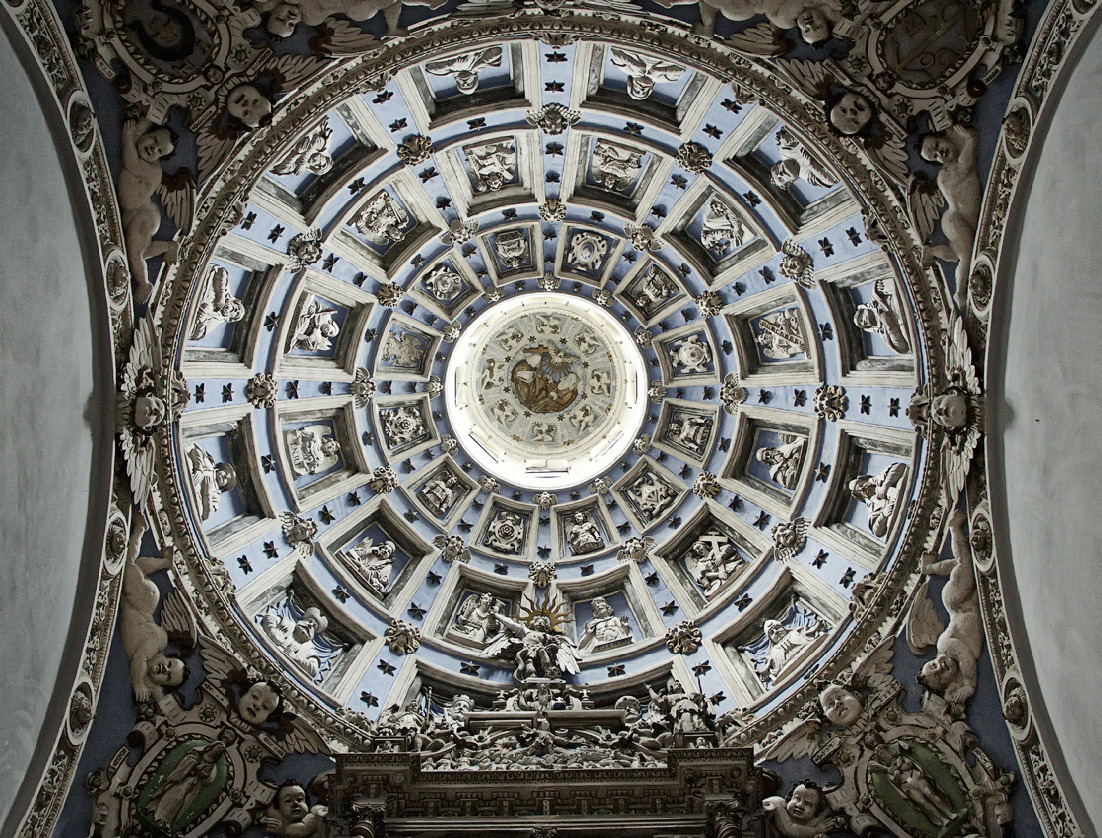
Купол каплиці Боїмів
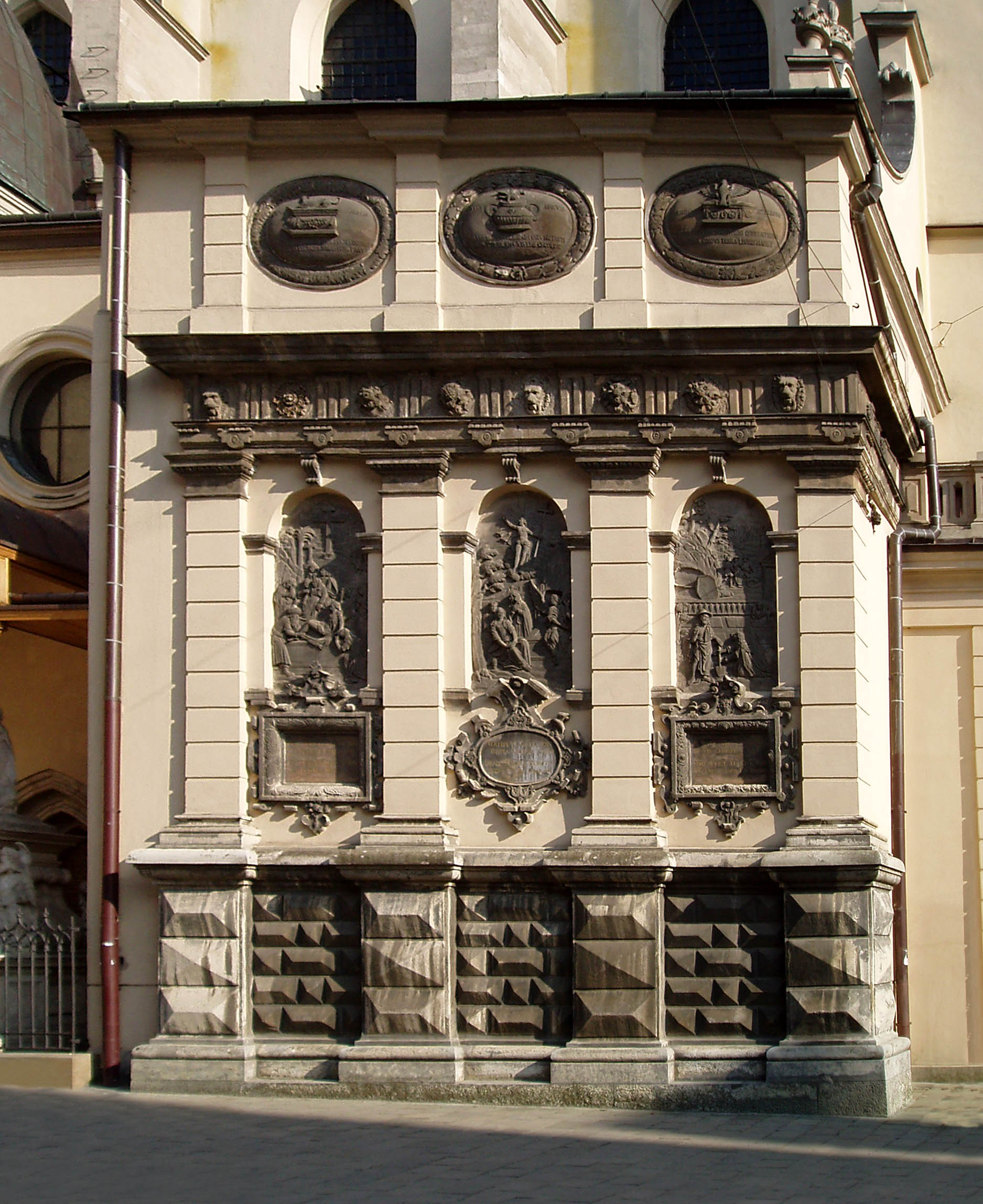
Каплиця Кампіан
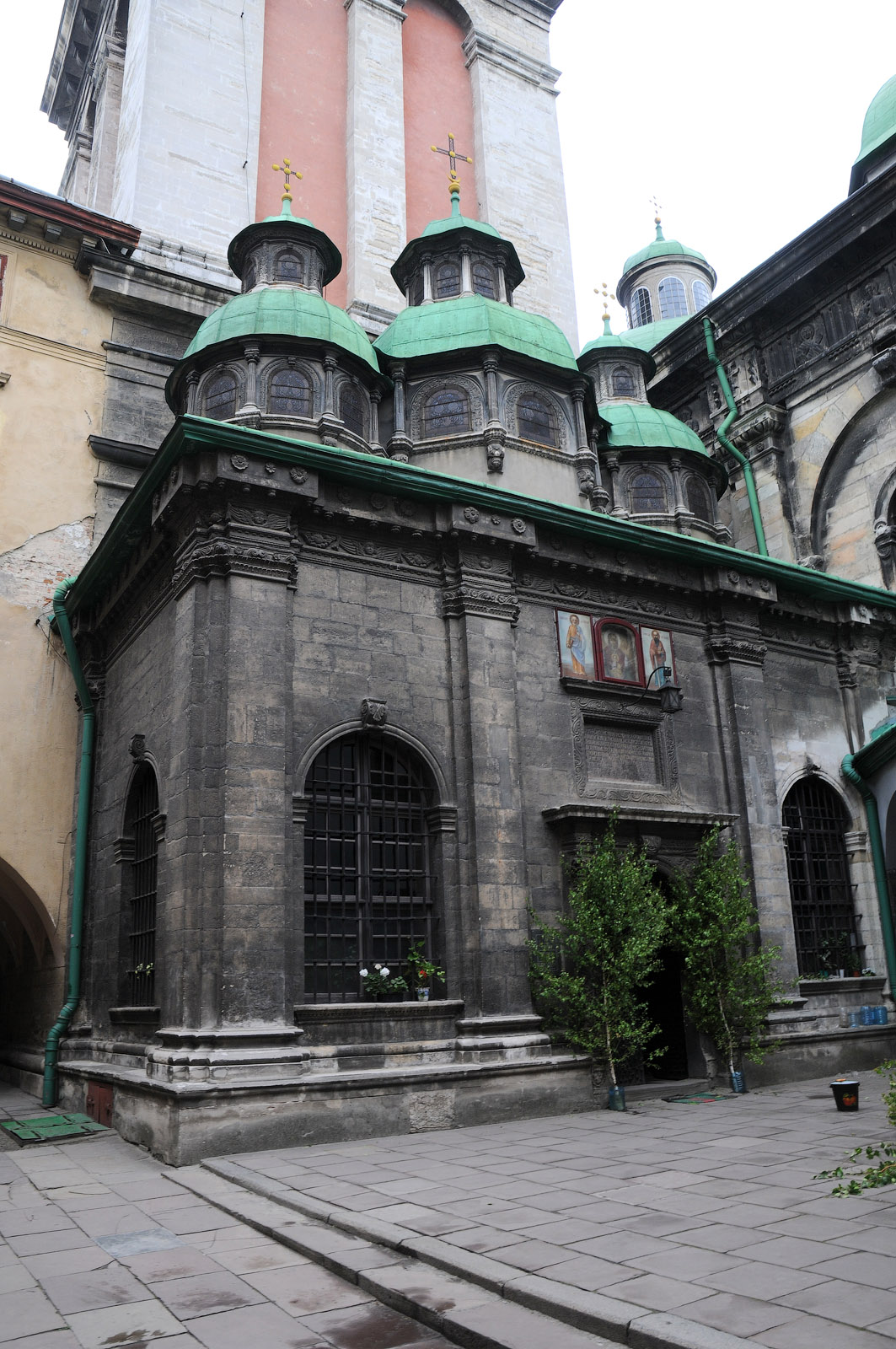
Трьохсвятительська каплиця
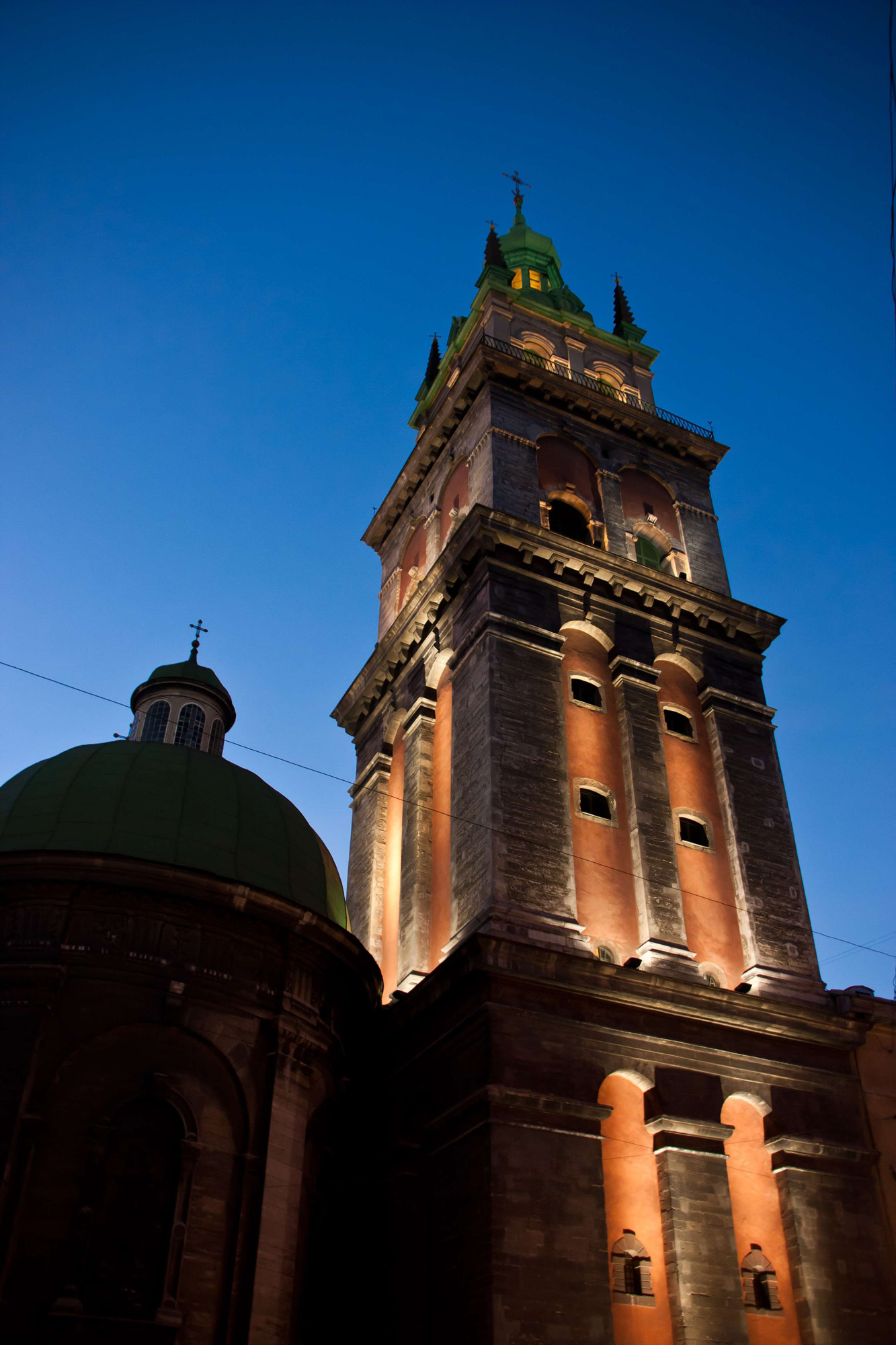
Вежа Корнякта
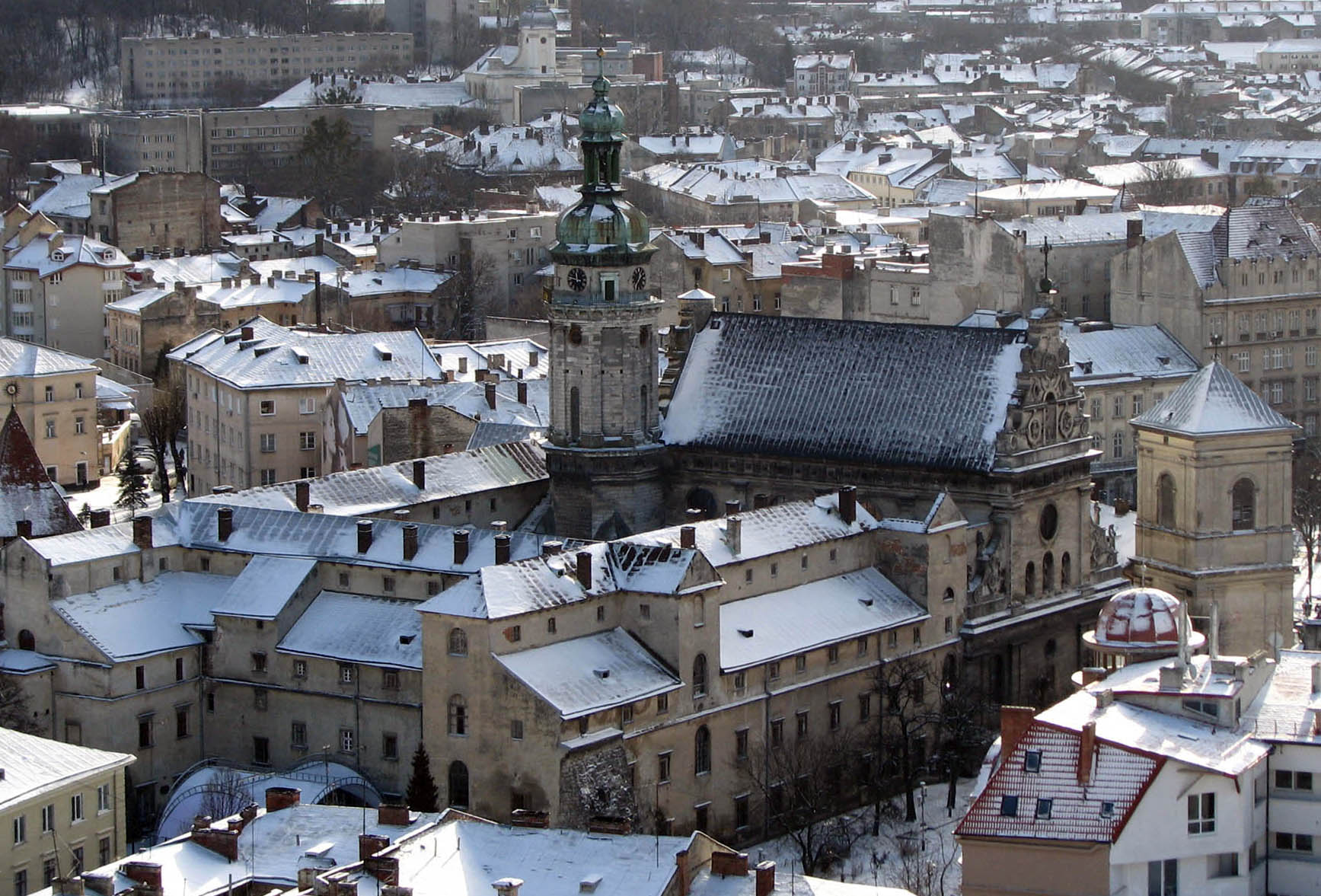
Монастир бернардинців
Схема розміщення ренесансних бастіонів східного прясла третьої лінії оборони

## Джерело
- Архітектура Львова: Час і стилі. XIII—XXI ст. — Львів : Центр Європи, 2008. — С. 123—126. — ISBN 978-966-7022-77-8.
- Вуйцик В. С., Липка Р. М. Зустріч зі Львовом. — Львів : Каменяр, 1987.
- Вуйцик В. С. Державний історико-архітектурний заповідник у Львові. — Львів : Каменяр, 1979, 1991.
- Енциклопедія Львова, — Л. : Літопис, 2007. — ISBN 966-7007-68-8.
- Качор І., Качор Л. Львів крізь віки. — Л. : Центр Європи, 2004. — ISBN 966-7022-44-7.
- Качор І., Качор Л. Марево давнього Львова. — Л. : Апріорі, 2009. — ISBN 978-966-2154-03-0.
- Качор І., Качор Л. Середньовічний Львів. Фортифікації. — Л. : Апріорі, 2009. — ISBN 978-966-2154-22-1.
- Крип'якевич І. П. Історичні проходи по Львові. — Львів : Каменяр, 1991.
- Witwicki J. Obwarowania śródmieścia Lwowa // Kwart. Architektury i Urbanistyki. — 1971. — T. XVI.